# هريماوية
الهريماوية (الاسم العلمي:Pyramidellini) هي قبيلة من الرخويات تتبع فصيلة الهريمات من أصنوفة الرئويات العمومية.

## أجناس
- الهُرَيمَة